# Karateka (jogo eletrônico)
Karateka (kaɾaˈtɛkɐ, 空手家) é um jogo eletrônico de computador criado em 1984 por Jordan Mechner para o  computador Apple II, é um classico reconhecido na época por ter animações realistas, levando-se em conta as limitações gráficas existentes. Nos Estados Unidos foi lançado pela americana Brøderbund, na Europa foi licenciado para a alemã Ariolasoft, no Japão em 1984 adaptado pela Soft Pro.
Karateka é atualmente considerado um clássico, por ter influenciado as gerações seguintes de desenvolvedores. Sendo o primeiro grande sucesso de seu idealizador (o criador de Prince of Persia).

## Pronúncia
O título do jogo é a palavra japonesa que identifica o praticante de Karatê. É frequentemente mal pronunciado e mesmo falado incorretamente em um comercial de TV para o Atari 7800. Em sua linguagem nativa, entretanto, pronuncia-se kaɾaˈtɛkɐ.

## Descrição
A ação do jogo se desenrola no Japão feudal, próximo ao Monte Fuji. O jogo começa com uma imponente imagem da fortaleza do maligno Akuma. Akuma aprisionou a adorável Princesa Mariko em uma cela. O jogador deve derrotar a guarda palaciana e a águia treinada de Akuma, além de enfrentá-lo para resgatar a princesa.
Mechner usou habilmente os movimentos de um lutador de Karatê e a música para envolver o jogador e criar um ambiente realista. As animações rivalizam, em qualidade, as que seriam vistas em Prince of Persia cinco anos depois.
Os combates consistem da visão lateral dos dois lutadores, à semelhança de um jogo de plataforma. Antes de iniciar um combate o jogador deve assumir a postura de luta, caso contrário é posto fora de combate pelo oponente, com um chute na cabeça. O "herói" e o oponente lutam, trocando socos e chutes. Ambos utilizam socos e chutes, em três alturas diferentes. Na versão original para Apple II, a altura dos golpes era controlada com o joystick ou com o teclado, onde a altura de cada golpe tinha uma tecla específica (alto, médio e baixo).
O jogador tinha apenas uma "vida", representada graficamente por setas na linha inferior do vídeo. Ao receber golpes do inimigo a "vitalidade" diminuía, mas podia ser restaurada descansando (sem atacar) e recuando (sem ser atacado). O nível de vitalidade do inimigo era visível ao jogador. Quando os pontos de vitalidade se esgotavam, o "herói" ou o inimigo era derrotado caindo ao chão (nunca ficou claro se o oponente era morto ou deixado inconsciente).
Como era comum aos jogos naquela época, e por não apresentar complexidade, Karateka não apresentava possibilidade de "salvar o jogo".
Em dado momento, o herói enfrentava a águia treinada de Akuma, antes de enfrentá-lo pessoalmente. Cada investida da águia era anunciada com o pio característico da águia.
Um famoso ponto do jogo apresentava um portão de ferro, com pontas afiadas, que se fechava verticalmente como uma gilhotina. Se o jogador simplesmente tentava passar caminhando ou correndo, o portão fechava atravessando o corpo do "herói", matando-o instantaneamente e encerrando o jogo. A solução era permanecer parado o mais próximo possível à grade de ferro e dar um chute. Então o portão fechava a sua frente e logo depois começava a subir. Então você tinha que caminhar em direção ao portão e passar, enfrentando um pequeno dano na vitalidade mas conseguindo ultrapassar.
Ao superar todos os obstáculos (Akuma era um hábil e resistente lutador, muito melhor que os guardas) o herói entra na cela onde está Mariko para libertá-la. Antes deve abandonar a postura de combate, então Mariko correrá em direção ao herói para abraçá-lo. O jogo encerra com uma música e o anúncio de seu sucesso. Se o herói se aproximar de Mariko em postura de combate ela dará um chute em sua cabeça, deixando-o fora de combate e encerrando o jogo.

## Versões
O jogo foi originalmente desenvolvido para o computador pessoal Apple II (1977). Sendo adaptado posteriormente em 1986 para vários outros sistemas, incluindo Amstrad CPC, Atari 800, Commodore 64, DOS e ZX Spectrum. A conversão para Atari 7800 foi lançada em 1987 mas tinha resposta lenta aos comandos e animação truncada e era conhecido como um dos piores jogos para o console. O jogo foi lançado no Japão para o console Famicom em 1984, adaptado pela Soft Pro. Uma versão para Game Boy com o nome Master Karateka foi lançada apenas para o mercado asiático.
Na versão Apple II veio aparentemente em uma única face de disco.  Como um easter egg, uma segunda versão do jogo foi colocada na outra face do disco. Se alguém colocasse o disco em sua unidade leitora de cabeça para baixo, o jogo era semelhante ao do lado oposto, excepto que o jogo era exibido invertido verticalmente.  Segundo Mechner, isso foi feito como uma brincadeira, fazendo usuários ingênuos ligarem para o suporte técnico e perguntar porque é que o jogo estava de cabeça para baixo. Invariavelmente, eles iriam receber a resposta, "tirar o disco fora, insira o lado direito aberto, e reiniciar".
Um hack da versão Apple II do jogo existia, intitulado "Karateka II: Revenge of Dude". A versão foi criada usando animação Take-1, e o usuário simplesmente assistia ao jogo como um filme, com adição, muitas vezes profano.

## Documentário
Será lançado o documentário interativo intitulado The Making of Karateka, que conta os bastidores da criação deste jogo eletrônico de Jordan Mechner, que foi projetado enquanto ele cursava Psicologia na Universidade de Yale. Sendo o seu primeiro grande sucesso, antes de criar o jogo eletrônico Prince of Persia em 1989.